# Natasha Kelley
Natasha Kelley, (Baton Rouge, 1 de janeiro de 1990) é uma ginasta norte-americana que compete em provas de ginástica artística peela nação.
Natasha fez parte da equipe norte-americana que disputou o Campeonato Mundial de Aarhus, em 2006, na Dinamarca.

## Carreira
Nascida em Baton Rouge, Natasha é filha de Troy e Peggy, e tem um irmão mais novo chamado Benji. Inspirada na compatriota, a ginasta Mary Lou Retton, iniciou no desporto aos três anos de idade, no clube Cypress Academy. Sua estreia em competições de grande porte, deu-se em 2004, aos quatorze anos, disputando o Campeonato Nacional Americano Júnior, no qual saiu apenas como sétima colocada no individual geral. No compromisso seguinte, o Pan-americano Júnior, conquistou quatro medalhas: ouro na trave, no salto e por equipes, e medalhista de bronze no evento geral.
Em 2005, continuou na categoria júnior, disputando o Nacional Júnior. Nele, foi campeã no geral, na trave e no solo, e medalhista de bronze no salto e nas barras assimétricas. No ano posterior, seu primeiro como sênior, Natasha competiu na etapa de Copa do Mundo de Moscou, na Rússia, do qual foi medalhista de bronze nos exercícios de solo, ao somar 14,800 pontos. No US Classic, foi campeã no geral e nas paralelas assimétricas, prata no salto e bronze no solo. No Campeonato Nacional, foi vice-campeã no geral, nas barras e na trave. Como último evento do ano, deu-se o Mundial de Aarhus. Nele, ao lado de Nastia Liukin, Alicia Sacramone, Chellsie Memmel, Jana Bieger e Ashley Priess, conquistou a medalha de prata na prova coletiva, superada pelas chinesas. Individualmente, fora sétima colocada no solo, em prova vencida pela chinesa Cheng Fei.
Em 2007, participou da Copa América, realizada em Jacksonville, na Flórida. No evento, foi medalhista de prata na prova geral, ao somar 61,450 pontos; a campeã da prova foi a compatriota Shawn Johnson. Por aparatos, conquistou o ouro na trave,- ao somar 16,250 pontos, a prata no solo e o bronze no salto. No Estados Unidos vs. Grã-Bretanha, fora campeã coletiva e vice-campeã na trave. No final do ano, disputou a etapa de Glasgow da Copa do Mundo, do qual encerrou como quinta colocada na trave. Após, Natasha matriculou-se na Universidade de Oklahoma, abandonando as competições da elite sênior. Sua estreia em competições deu-se em 2009, participando do NCAA Championships; no qual só foi sexta colocada na prova coletiva.

## Principais resultados
| Ano  | Evento                                    | AA                | Equipe           | Salto sobre o cavalo | Trave            | Barras assimétricas | Solo              |
| ---- | ----------------------------------------- | ----------------- | ---------------- | -------------------- | ---------------- | ------------------- | ----------------- |
| 2004 | Campeonato Nacional Americano (júnior)    | 7º                |                  | 5º                   | 11º              |                     | 7º                |
| 2004 | Jogos Pan-americanos Júnior               | Medalha de bronze | Medalha de ouro  | Medalha de ouro      | Medalha de ouro  |                     |                   |
| 2005 | Campeonato Nacional Americano (júnior)    | Medalha de ouro   |                  | Medalha de bronze    | Medalha de ouro  | Medalha de bronze   | Medalha de ouro   |
| 2006 | Copa do Mundo - Moscou                    |                   |                  | 4º                   |                  | 6º                  | Medalha de bronze |
| 2006 | US Classic                                | Medalha de ouro   |                  | Medalha de prata     | 4º               | Medalha de ouro     | Medalha de bronze |
| 2006 | Campeonato Nacional Americano             | Medalha de prata  |                  |                      | Medalha de prata | Medalha de prata    |                   |
| 2006 | Campeonato Mundial de Ginástica Artística |                   | Medalha de prata |                      |                  |                     | 7º                |
| 2007 | Copa América                              | Medalha de prata  |                  | Medalha de bronze    | Medalha de ouro  | 7º                  | Medalha de prata  |
| 2007 | Estados Unidos vs. Grã-Bretanha           | 4º                | Medalha de ouro  | 6º                   | 4º               |                     |                   |
| 2007 | Copa do Mundo - Glasgow                   |                   |                  |                      | 5º               |                     |                   |
| 2009 | NCAA Championships                        |                   | 6º               |                      |                  |                     |                   |